# Saint-Bonnet-des-Bruyères
Saint-Bonnet-des-Bruyères és un municipi francès situat al departament del Roine i a la regió d'Alvèrnia-Roine-Alps. L'any 2007 tenia 372 habitants.

## Demografia

### Població
El 2007 la població de fet de Saint-Bonnet-des-Bruyères era de 372 persones. Hi havia 164 famílies de les quals 56 eren unipersonals (36 homes vivint sols i 20 dones vivint soles), 60 parelles sense fills, 32 parelles amb fills i 16 famílies monoparentals amb fills.
La població ha evolucionat segons el següent gràfic:
Habitants censats

### Habitatges
El 2007 hi havia 264 habitatges, 172 eren l'habitatge principal de la família, 63 eren segones residències i 28 estaven desocupats. 248 eren cases i 13 eren apartaments. Dels 172 habitatges principals, 130 estaven ocupats pels seus propietaris, 31 estaven llogats i ocupats pels llogaters i 11 estaven cedits a títol gratuït; 7 tenien una cambra, 8 en tenien dues, 38 en tenien tres, 49 en tenien quatre i 70 en tenien cinc o més. 149 habitatges disposaven pel capbaix d'una plaça de pàrquing. A 95 habitatges hi havia un automòbil i a 57 n'hi havia dos o més.

### Piràmide de població
La piràmide de població per edats i sexe el 2009 era:
| Homes | Edats   | Dones |
| ----- | ------- | ----- |
| 4     | 95 o +  | 0     |
| 0     | 90 a 94 | 0     |
| 0     | 85 a 89 | 0     |
| 4     | 80 a 84 | 0     |
| 28    | 75 a 79 | 8     |
| 4     | 70 a 74 | 16    |
| 24    | 65 a 69 | 24    |
| 4     | 60 a 64 | 12    |
| 12    | 55 a 59 | 12    |
| 8     | 50 a 54 | 8     |
| 12    | 45 a 49 | 8     |
| 20    | 40 a 44 | 8     |
| 20    | 35 a 39 | 12    |
| 8     | 30 a 34 | 4     |
| 8     | 25 a 29 | 16    |
| 8     | 20 a 24 | 16    |
| 8     | 15 a 19 | 16    |
| 8     | 10 a 14 | 12    |
| 8     | 5 a 9   | 12    |
| 0     | 0 a 4   | 8     |

## Economia
El 2007 la població en edat de treballar era de 218 persones, 165 eren actives i 53 eren inactives. De les 165 persones actives 154 estaven ocupades (93 homes i 61 dones) i 11 estaven aturades (4 homes i 7 dones). De les 53 persones inactives 21 estaven jubilades, 15 estaven estudiant i 17 estaven classificades com a «altres inactius».

### Ingressos
El 2009 a Saint-Bonnet-des-Bruyères hi havia 184 unitats fiscals que integraven 392 persones, la mediana anual d'ingressos fiscals per persona era de 12.944,5 €.

### Activitats econòmiques
Dels 11 establiments que hi havia el 2007, 2 eren d'empreses de fabricació d'altres productes industrials, 4 d'empreses de construcció, 2 d'empreses de comerç i reparació d'automòbils, 1 d'una empresa d'hostatgeria i restauració, 1 d'una empresa d'informació i comunicació i 1 d'una empresa de serveis.
Dels 5 establiments de servei als particulars que hi havia el 2009, 1 era un taller de reparació d'automòbils i de material agrícola, 1 paleta, 2 fusteries i 1 electricista.
L'any 2000 a Saint-Bonnet-des-Bruyères hi havia 40 explotacions agrícoles que ocupaven un total de 902 hectàrees.

## Equipaments sanitaris i escolars
El 2009 hi havia una escola elemental.

## Poblacions més properes
El següent diagrama mostra les poblacions més properes.